# John Degenkolb
John Degenkolb, född 7 januari 1989 i Gera, Thüringen, är en tysk tävlingscyklist, som tävlar för Team Giant-Alpecin. Han har nio etappsegrar i Vuelta a España och en i Giro d'Italia. Degenkolb har även vunnit endagsloppen Vattenfall Cyclassics och Gent-Wevelgem, samt poängtävlingen i Vuelta a España.
I mars 2015 tog Degenkolb sin dittills största seger då han spurtade hem segern i Milano-Sanremo före norrmannen Alexander Kristoff. En knapp månad senare vann tysken ytterligare en stor klassiker när han spurtade hem Paris-Roubaix.

## Stall
- Team HTC-Highroad 2011
- Team Giant-Alpecin 2012–